# Żeglarstwo na Letnich Igrzyskach Olimpijskich 1936
Żeglarstwo na Letnich Igrzyskach Olimpijskich 1936 w Berlinie rozgrywane było w dniach 4–12 sierpnia 1936 roku na wodach Zatoki Kilońskiej. W programie znajdowały się cztery konkurencje, w każdej z klas rozegrano siedem wyścigów.

## Medaliści
| Konkurencja    | Złoto | Srebro | Brąz |
| O-Jolle        | Holandia · Daan Kagchelland                                                                                         | III Rzesza · Werner Krogmann | Wielka Brytania · Peter Scott |
| Star           | III Rzesza · Wannsee Peter Bischoff · Hans-Joachim Weise                                                            | Szwecja · Sunshine Arvid Laurin · Uno Wallentin                                                                                       | Holandia · BEM II Adriaan Maas · Willem de Vries Lentsch                                                                                     |
| Klasa 6 metrów | Wielka Brytania · Lalage Christopher Boardman · Miles Bellville · Russell Harmer · Charles Leaf · Leonard Martin    | Norwegia · Lully Magnus Konow · Karsten Konow · Fredrik Meyer · Vaadjuv Nyqvist · Alf Tveten                                          | Szwecja · May Be Sven Salén · Lennart Ekdahl · Martin Hindorff · Torsten Lord · Dagmar Salén                                                 |
| Klasa 8 metrów | Włochy · Italia Giovanni Reggio · Bruno Bianchi · Luigi De Manincor · Domenico Mordini · Enrico Poggi · Luigi Poggi | Norwegia · Silja Hans Struksnæs · Jacob Tullin Thams · John Ditlev-Simonsen · Lauritz Schmidt · Nordahl Wallem · Olaf Ditlev-Simonsen | III Rzesza · Germania III Hans Howaldt · Fritz Bischoff · Alfried von Bohlen und Halbach · Eduard Mohr · Felix Scheder-Bieschin · Otto Wachs |

## Kraje uczestniczące
W zawodach wzięło udział 172 zawodników z 26 krajów
| - Argentyna (11) - Austria (1) - Belgia (3) - Brazylia (1) - Chile (1) - Czechosłowacja (2) - Dania (7) - Estonia (1) - Finlandia (12) - Francja (14) | - Holandia (8) - Japonia (3) - Jugosławia (1) - Kanada (1) - III Rzesza (14) - Norwegia (14) - Polska (7) - Portugalia (3) - Stany Zjednoczone (14) - Szwajcaria (6) | - Szwecja (15) - Turcja (3) - Urugwaj (1) - Węgry (1) - Wielka Brytania (14) - Włochy (14) |